# Tokugawa Naritomo
Tokugawa Naritomo est un nom japonais traditionnel ; le nom de famille (ou le nom d'école), Tokugawa, précède donc le prénom (ou le nom d'artiste).
Tokugawa Naritomo (徳川 斉朝, né le 27 septembre 1793, mort le 11 mai 1850) est un daimyo de l'époque d'Edo qui régnait sur le domaine d'Owari.

## Source de la traduction
- (en) Cet article est partiellement ou en totalité issu de l’article de Wikipédia en anglais intitulé « Tokugawa Naritomo » (voir la liste des auteurs).